# François Schuiten
François Schuiten (Brussel, 26 april 1956) is een Belgisch striptekenaar die vooral bekend is omwille van de reeks De Duistere Steden, die hij samen met Benoît Peeters maakte.

## Biografie
Schuitens ouders waren allebei architecten, wat de grote aandacht voor architectuur in zijn werk verklaart. Van 1975 tot 1977 studeerde Schuiten aan het Sint-Lucas-Instituut te Brussel, waar hij de opleiding tot striptekenaar volgde, die toen geleid werd door Claude Renard. Daarvoor had hij, op 16-jarige leeftijd, al werk gepubliceerd in het striptijdschrift Pilote. Na de opleiding maakte hij samen met zijn broer Luc enkele strips voor het blad Métal Hurlant.
In 1982 start Schuiten zijn samenwerking met Benoît Peeters, die hij op de middelbare school had leren kennen, voor De muren van Samaris dat in het striptijdschrift (A Suivre) werd gepubliceerd. Het werd het eerste deel in de reeks De Duistere Steden, een atypische stripreeks zonder weerkerende personages en soms zelfs zonder avontuur. De reeks, die gesitueerd wordt in een parallel universum beïnvloed door het werk van Victor Horta en Jules Verne, wordt wereldwijd geprezen, zowel voor de tekeningen als de scenario's. Het levert Schuiten en Peeters in 1985 de prijs voor stripalbum van het jaar op het festival van Angoulème op voor het album De koorts van Urbicande.
Naast zijn stripwerk is Schuiten ook op andere terreinen actief. Zo ontwierp hij affiches, postzegels en de hoes van het album Signalen van Herman van Veen, illustreerde een cd-box van Gérard Manset en werkte mee aan visuele concepten voor films als Toto le Héros en Mr. Nobody van Jaco Van Dormael, Taxandria van Raoul Servais en The Golden Compass van Chris Weitz. Hij ontwierp ook de Belgische Google Doodle van 3 april 2013, naar aanleiding van de geboortedag van Henry Van de Velde. In 2002 won hij op het internationaal stripfestifal van Angoulême de Grand Prix de la ville d'Angoulême voor zijn hele oeuvre
Schuiten stopte in 2019 met het tekenen van strips. Zijn laatste strip was het Blake en Mortimer-album De laatste farao waar hij vier jaar aan gewerkt had. De tekenaar Benoît Sokal overleed echter in mei 2021. Sokal was nog bezig met het slot van het tweeluik Aquarica, waarvoor Schuiten had meegeschreven.  Als eerbetoon aan zijn vriend tekende hij dat verhaal af.
- Biblioteca Nacional de España: XX1004192
- Bibliothèque nationale de France: cb12012807r (data)
- CiNii: DA02992372
- Gemeinsame Normdatei: 112153488
- International Standard Name Identifier: 0000 0001 2320 5568
- Library of Congress Control Number: n85384351
- MusicBrainz: 6c9076a2-addb-4e3f-833d-9bb82b3f907a
- Bibliotheek van het Japanse parlement: 001098053
- Nationale Bibliotheek van Tsjechië: mzk2013759629
- Nationale Bibliotheek van Israël: 987007324828005171
- Nederlandse Thesaurus van Auteursnamen: 069460965
- RKD-Nederlands Instituut voor Kunstgeschiedenis: 95068
- Istituto Centrale per il Catalogo Unico: MILV253949
- Système universitaire de documentation: 028254600
- Union List of Artist Names: 500199185
- Virtual International Authority File: 41850629
- WorldCat: E39PBJvhrBDpJm98wDrqjyrKBP